# Phoenix Mercury
Phoenix Mercury es un equipo de la WNBA, la liga profesional de baloncesto femenino. Tiene su sede en la ciudad de Phoenix, en el estado de Arizona. Disputa sus partidos en el US Airways Center. El equipo se fundó en 1997, siendo uno de los 7 que comenzaron la competición. El apodo de Mercury se debe a que este planeta, Mercurio, es el más cercano al Sol, en clara referencia a su equipo hermano de la NBA, los Phoenix Suns. Son las vigentes campeonas de liga.

## Historia de la franquicia
Con una buena selección de jugadoras, las Mercury iniciaron su andadura en la liga con buen pie, terminando la liga regular de 1997 con 16 victorias y 12 derrotas, alcanzando los play-offs, donde cayeron derotadas ante New York Liberty.
En 1998 repitieron presencia en playoffs, consiguiendo un balance de 19-11. Derrotaron a las desaparecidas Cleveland Rockers en semifinales, para caer en la final ante las defensoras del título, las Houston Comets. Al año siguiente no pudieron clasificarse, pero sí en el 2000, donde fueron barridas de la pista por Los Angeles Sparks. el equipo inició un claro declive, lo que supuso una renovación casi total de su plantilla.
Esta renovación supuso que entre 2001 y 2004 se situaran entre los peores equipos de la liga, llegando a ganar solo 8 partidos en 2003. Pero todo empezó a cambiar tras esa temporada. En 2004 consiguieron elegir en el número 1 del draft a la estrella de la Universidad de Connecticut Diana Taurasi, que ganaría el premio de rookie del año. El equipo acabó con 17 victorias y el mismo número de derrotas, lo cual hizo que de nuevo no se clasificaran para playoffs.
El antiguo entrenador de la NBA Paul Westhead se hizo cargo del puesto de entrenador en 2006, siendo el primer entrenador de la WNBA con un anillo de campeón de la NBA, conseguido con Los Angeles Lakers en la temporada 1979-80.

### Campeonas de la WNBA
Tras dos años en los que de nuevo se quedaron a las puestas de la postemporada, en 2007 lograron un gran balance de 23 victorias y 11 derrotas, récord de la Conferencia Oeste, promediando 89 puntos por partido. En primera ronda de playoffs se encontraron con Seattle Storm, a las que derrotaron por 2-0, llegando a la Final de Conferencia ante San Antonio Silver Stars, a las que ganaron por el mismo resultado.
En la final se encontraron con las campeonas de 2006, las Detroit Shock, a las que remontaron un 2-1 en la eliminatoria para acabar imponiéndose por 3-2.
El 7 de noviembre de 2007 las Mercury anunciaron la contratación de Corey Gaines como entrenador en sustitución de Paul Westhead.

## Jugadoras destacadas

### Miembros delBasketball Hall of Fame
- Nancy Lieberman
- Cheryl Miller (entrenadora)

### Números retirados
| Phoenix Mercury retired numbers |                 |          |           |             |
| N.º                             | Jugadora        | Posición | Periodo   | Ref.        |
| 7                               | Michele Timms   | B        | 1997–2001 | [ 2 ] [ 3 ] |
| 13                              | Penny Taylor    | E        | 2004–2016 | [ 4 ]       |
| 22                              | Jennifer Gillom | A        | 1997–2002 |             |
| 32                              | Bridget Pettis  | B        | 1997–2006 |             |